# Trochanteria
Trochanteria is een geslacht van spinnen uit de  familie van de Trochanteriidae.

## Soorten
- Trochanteria gomezi Canals, 1933
- Trochanteria ranuncula Karsch, 1878
- Trochanteria rugosa Mello-Leitão, 1938